# سان بول دي ليون
سانت-بول-دو-ليون (بالفرنسية: Saint-Pol-de-Léon، بالبريتانية: Kastell-Paol) هي بلدية تقع في إقليم فينيستير ضمن منطقة بريتاني شمال غربي فرنسا، وتوجد على الساحل.
تشتهر بكاتدرائية سانت-بول-دو-ليون التي تعود إلى القرن الثالث عشر، والمبنية في موقع أسسه القديس بول أوريليان في القرن السادس. وتتميز بعمارتها الفريدة مثل كنيسة نوتردام دو كريسكر، وهي كنيسة بارتفاع 80 مترًا تُعد الأطول في بريتاني. كما كانت موقعًا لـمعركة سانت-بول-دو-ليون خلال حرب الخلافة البريتانية، حيث هزم جيش مونتفورت وحلفاؤه الإنجليز جيش شارل دي بلوا.
تعد سانت-بول-دو-ليون المنتج الأكبر للخضروات وسوق المزارعين في بريتاني، إذ تنتج 90% من صادرات الخرشوف الفرنسية إلى أوروبا كل عام.

## التاريخ
تحمل مدينة سانت-بول-دو-ليون اسم أحد القديسين المؤسسين الأسطوريين لمنطقة بريتاني: بول أوريليان. الاسم اللاتيني الذي أُطلق على المنطقة بأكملها هو "ليون" (Pays Léonard). كانت المدينة لفترة طويلة مقرًا لأسقفية، والتي أصبحت الآن جزءًا من أبرشية كيمبير الكاثوليكية الرومانية. لاحقًا، أصبحت المدينة بمثابة عاصمة دينية.

### الجدران الغالو-رومانية
تشير آثار مزدوجة الممرات الحجرية، التي لا تزال محفوظة جيدًا، إلى بقايا السكان الذين عاشوا في موقع سانت بول خلال عصور ما قبل التاريخ. تُظهر عدة آثار وجودًا عسكريًا رومانيًا في القرن الثالث. استنادًا إلى كتابات قديمة، كانت سانت بول في تلك الفترة محاطة بجدران عالية جدًا وخندق مائي.

### القرن الرابع عشر
شهدت المدينة معركة سانت-بول-دو-ليون خلال حرب الخلافة البريتانية.

### المركز الديني
في القرن السادس، أصبح موقع الدير أسقفية تحمل اسم "Kastell Paol". توسعت المدينة بعدها خارج أسوارها. بحلول القرن الخامس عشر، كانت سانت بول دو ليون مركزًا روحيًا وثقافيًا شهيرًا، وكان ميناء بيمبول في أوج نشاطه. حافظت الأبواب المحصنة على حماية سكانها الذين بلغ عددهم 2000 نسمة حتى القرن الثامن عشر. خلال هذا القرن، أثرت أساقفة ليون بشكل كبير في النمط المعماري للمدينة. تم بناء منزل أسقفي جديد في عام 1706 وتوسيعه عام 1750. يعود تاريخ بناء المدرسة الدينية إلى 1708، والكلية الكاثوليكية إلى 1788.

### الثورة الفرنسية
خلال الثورة الفرنسية، فقدت المدينة أسقفيتها، ومجمعًا غنيًا، وكلية، و3 جماعات دينية، ودار تقاعد، و15 بيتًا دينيًا. تبع ذلك 100 عام من الانحدار الاقتصادي. وصف فلوبير المدينة في عام 1847 بأنها "مدينة ميتة".

### القرنان التاسع عشر والعشرون
منذ عام 1883، ساهمت السكك الحديدية في التوسع الكبير للإنتاج الزراعي. بحلول عام 1890، أصبحت سانت بول دو ليون المركز التجاري الرئيسي في فرنسا لتصدير الخضروات. اليوم، لا تزال المنطقة أكبر مركز لإنتاج ومعالجة المنتجات البستانية.

## المعالم
|  |  |

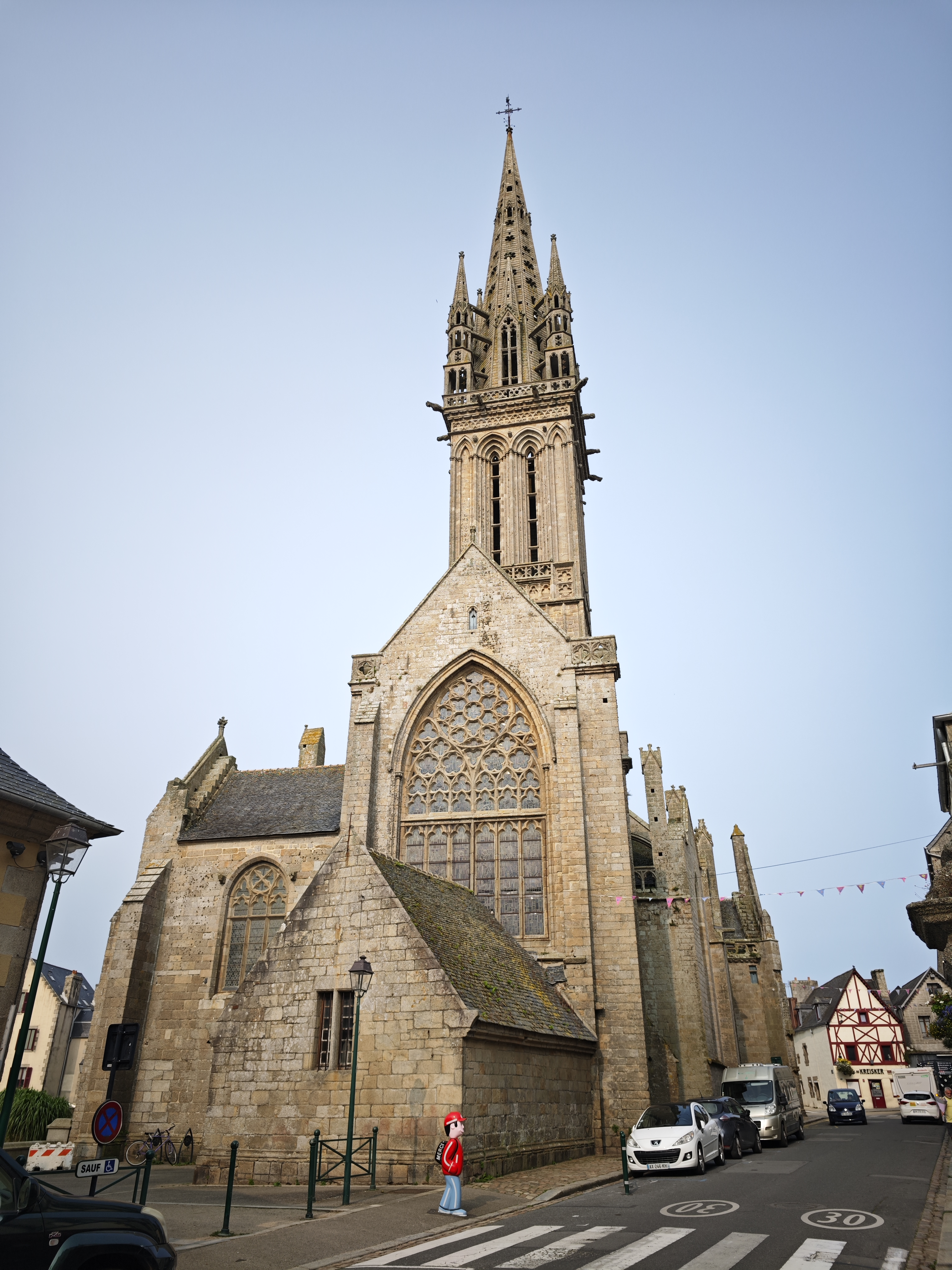

- **كنيسة كريسكر**: تعود للقرنين الرابع عشر والخامس عشر، وتعد أعلى برج كنيسة في بريتاني. تتضح التأثيرات النورمانية والبريطانية على هندستها المعمارية، وهي مصنفة ضمن الآثار التاريخية.
- **كاتدرائية سانت بول أوريليان**: تحتوي على بقايا رومانية وتشهد على تأثير النمط الفني النورماني على العمارة البريتانية في القرن الثالث عشر. وتضم أرغنًا من عائلة دالام (القرن السابع عشر).
- **دار البلدية**: بنيت في عام 1706 كقصر أسقفي جديد وتم توسيعها عام 1750. تحتوي دار البلدية على درج ضخم مزين بلوحات من متحف اللوفر.
- **بيت بريبيندال**: بني في القرن السادس عشر لكانون ثري، حيث كان دخله يُجمع من الضرائب. يتميز البيت بأسلوب عصر النهضة البريتاني.
- **قصر كيرولاس**: قصر صغير شيد حوالي عام 1520 لكانون نبيل. تصميمه وزخارفه تمثل مثالًا رائعًا لأسلوب عصر النهضة، مثل معظم القصور الريفية في سانت بول.
- **كنيسة سان جوزيف**: شيدت عام 1846 كمكان عبادة لدار تقاعد فتحت حديثًا للكهنة المسنين. يبلغ ارتفاع برج الكنيسة 33 مترًا ويعود إلى دير أورسولينز الذي تأسس عام 1630.
- **كنيسة سان بيير**: كانت في السابق كنيسة رعوية وتطل على المقبرة. تتميز بصحن من القرن الخامس عشر. صُممت في الأصل على شكل صليب لاتيني، لكن أُزيلت أجنحتها في القرن السابع عشر.
- **الميغاليث في بوتوييه**.
- **قصر وحديقة كيرنيفيز**.
- **قصر كيرسليو**.
- **المغاسل**.

## الساحل

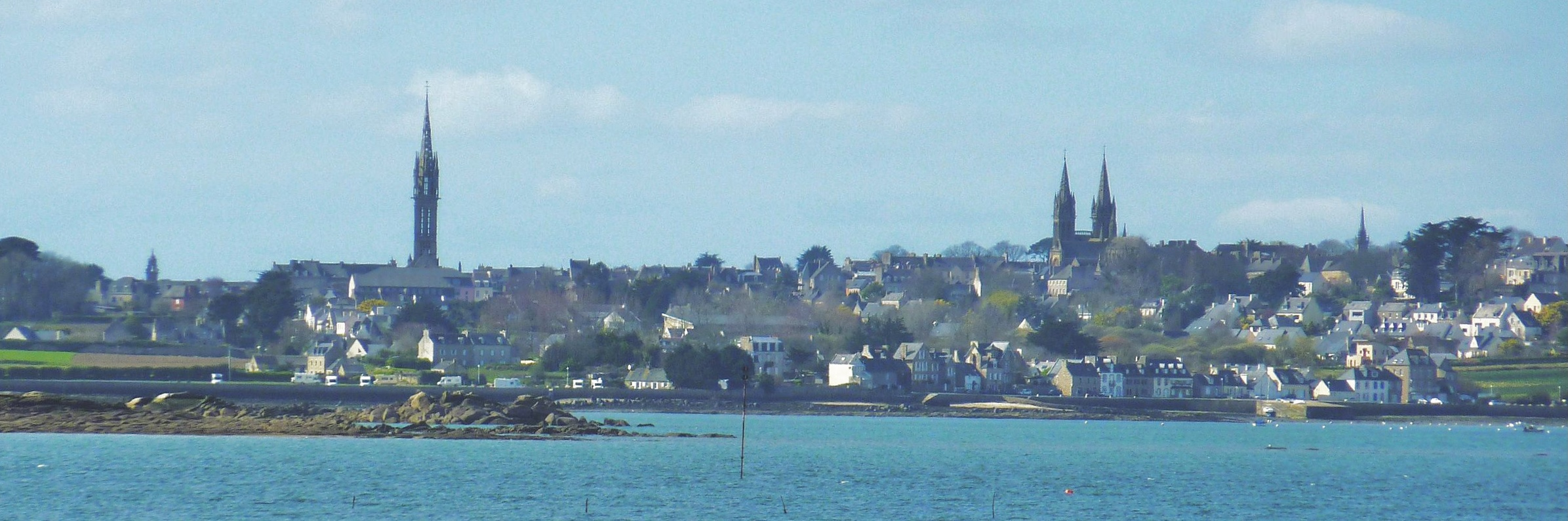

تمتد سانت-بول-دو-ليون على طول 13 كيلومترًا من الخط الساحلي، وتتميز بشواطئ وخُلجان تحمل أسماء شاعرية مثل: "تاهيتي"، "لو بيتي-نيس"، و"سانت-آن". يمكن للزائر اكتشاف هذه الأماكن من خلال الإطلالة البانورامية لحديقة "شام دو لا ريف" البلدية، والتي تعلوها صليب المهمة الذي أقيم في عام 1901. الإطلالة البانورامية هي الأكثر تميزًا في شمال فينيستير. على طول الساحل، يتيح مسار المشاة رؤية فريدة للقناة المتغيرة، وميناء بلوسكون العميق في روسكوف، وجزيرة كالو مع كنيستها القريبة من كارانتك. القوارب، معظمها ذات البناء التقليدي، تنتظر عودة المد. تقدم مدرسة الإبحار عند نهاية رصيف "غرو" العديد من الأنشطة البحرية للمبتدئين والمحترفين.

### جزيرة سانت آن
تعد جزيرة سانت آن موقعًا طبيعيًا مصنفًا وكانت ملاذًا لـ الرهبان البيض حتى القرن الثامن عشر. يتميز الموقع بصخرة عملاقة كانت مسلحة بالمدافع. الموقع الطبيعي المحمي لا يحتوي على أي بقايا من الكنيسة التي بُنيت عام 1640. ترتبط الجزيرة باليابسة عبر ممر طبيعي من الرمل والحصى تم تعبيده في السبعينيات. يشكل "غرو"، وهو امتداد من الرواسب، الرابط بين الساحل وجزيرة سانت آن، مشكلًا خليج بيمبول بمينائه الطبيعي. لعبت الجزيرة دائمًا دورًا أساسيًا في حماية الخليج وميناء بيمبول.

## اللغة البريتانية

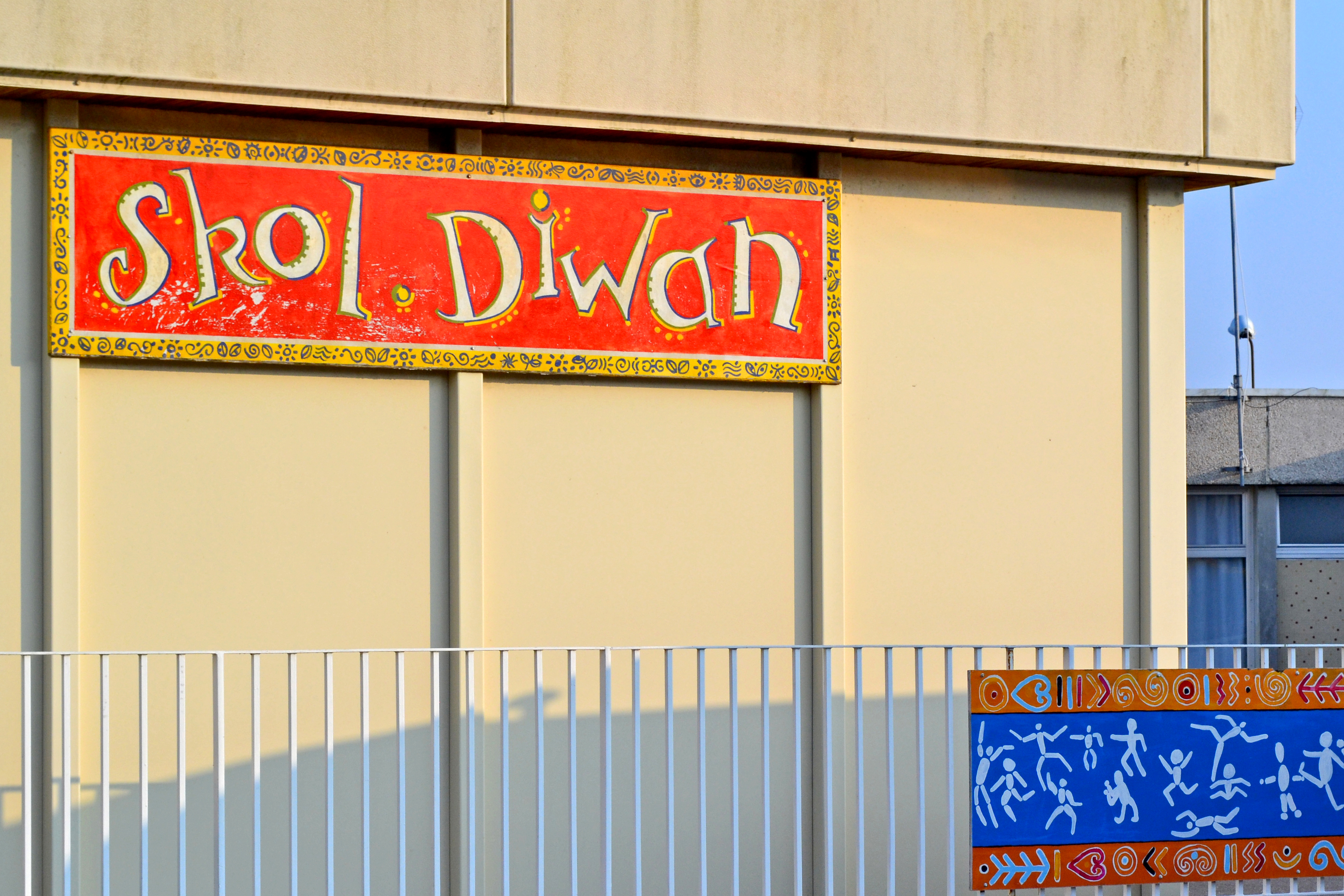
مدرسة ديوان الابتدائية، مدرسة بريتون

- أطلقت البلدية خطة لغوية من خلال مبادرة يا دار بريزونيج في 2 ديسمبر 2008.
- في عام 2008، التحق 19.67% من طلاب المدارس الابتدائية بمدارس ثنائية اللغة.[7]

## الأشخاص البارزون
- غولفن دي ليون، قديس وأسقف
- جيرارد جافريس (مواليد 1956)، موسيقي، مغني، كاتب أغاني
- لويس فلوش (مواليد 1947)، لاعب كرة قدم
- جان-جيل دو كويتلوسكيه (1770–1784)، أسقف
- روموالد فيجييه (مواليد 1941)، مغني
- فاني راوول (1771-1833)، كاتبة نسوية، صحفية، فيلسوفة وكاتبة مقالات
- بلوينادور، فرقة تقليدية للرقص والموسيقى

## العلاقات الدولية
سانت-بول-دو-ليون متوأمة مع:
- بنارث، ويلز، المملكة المتحدة
- فيختا، ألمانيا

## المناخ
قالب:صندوق طقس

## الروابط الخارجية
- الموقع الرسمي
- التراث الثقافي
- الموسوعة البريطانية (بالإنجليزية: {{{1}}})‏